# 古徽州文化旅游区
古徽州文化旅游区是中国安徽省黄山市的一个国家5A级旅游景区，2014年11月23日获此称号。包括以下五大景区：
- 徽州古城，含渔梁坝，位于歙县徽城镇。
- 棠樾牌坊群-鲍家花园，位于歙县郑村镇棠樾村。
- 潜口民宅，位于徽州区潜口镇潜口村。
- 呈坎，位于徽州区呈坎镇呈坎村[1]。
- 唐模，位于徽州区潜口镇唐模村。

2023年，徽州古城景区已开放夜游。